# Santa Fe (Nowy Meksyk)
Santa Fe – miasto w Stanach Zjednoczonych, stolica stanu Nowy Meksyk oraz hrabstwa Santa Fe, na południu Stanów Zjednoczonych.

## Geografia
Miasto leży na wysokości około 2100 m n.p.m. na rozległym płaskowyżu.

## Historia
Początki miasta sięgają XVII wieku. Miejsce to zostało oznaczone na mapach przez hiszpańskich odkrywców około 1607 roku W 1609 r. powstała tu hiszpańska misja katolicka. Miasto zostało założone w 1610 roku i otrzymało nazwę Villa Real de la Santa Fé de San Francisco de Asis (Królewskie Miasto Świętej Wiary Św. Franciszka z Asyżu). Znajdowało się ono pod władaniem hiszpańskim do 1821, kiedy to stało się częścią niepodległego Meksyku. Po wybuchu wojny amerykańsko-meksykańskiej w 1846 zajęte przez wojska USA i ostatecznie włączone do Stanów Zjednoczonych w wyniku traktatu pokojowego w Guadalupe Hidalgo (1848).
Santa Fe jest silnie związane z kulturą Indian Pueblo. Najbardziej znanym zabytkiem jest wzniesiony z cegły adobe, o murach o grubości ponad jednego metra, Pałac Gubernatorów (ang. Palace of the Governors), uchodzący za najstarszy obiekt administracji cywilnej na terenie całych Stanów Zjednoczonych. Podobnie jak kościół misji San Miguel datowany jest na 1610. Decyzją władz lokalnych budynki w centrum muszą nawiązywać do architektury z początków miasta oraz kultury Indian Pueblo. W kaplicy Loretto spiralne 33-stopniowe schody w kształcie helisy, wiodące na chór, zbudowane w 1873 przez nieznanego cieślę. Co roku odbywa się tu Indiański Targ (ang. Indian Market) – targ oryginalnego rękodzieła indiańskiego.
W niedużej odległości leży miasteczko – ośrodek naukowy Los Alamos oraz pomnik narodowy Bandelier National Monument.

## Santa Fe w kulturze popularnej
W 1990 roku Jon Bon Jovi wydał piosenkę Santa Fe na swoim pierwszym solowym albumie „Blaze Of Glory” zawierającym utwory z filmu Młode strzelby II. Ballada zawiera znane słowa: „no man is an island” – „żaden człowiek nie jest wyspą”, będące cytatem z Medytacji XVII angielskiego poety Johna Donne’a (nawiązuje do nich również m.in. Ernest Hemingway w powieści Komu bije dzwon). Wywodzący się z Santa Fe folkowy zespół Beirut umieścił na płycie The Rip Tide utwór Santa Fe, będący hołdem dla rodzinnego miasta. Collins, jeden z bohaterów musicalu Rent, śpiewa o swoim marzeniu – ucieczce z Nowego Jorku i otwarciu restauracji w Santa Fe. Nazwa miasta została wykorzystana w uhonorowanej Oscarem piosence On the Atchison, Topeka and Santa Fe, autorstwa Harry’ego Warrena i Johnny’ego Mercera. 
Zespół Lady Pank śpiewa o fikcyjnej epidemii dżumy w Santa Fe w utworze Minus 10 w Rio z płyty Mała Lady Punk.
W filmie La La Land, Santa Fe jest wspomniane w piosence „Another day of sun“, otwierającej film.

## Galeria

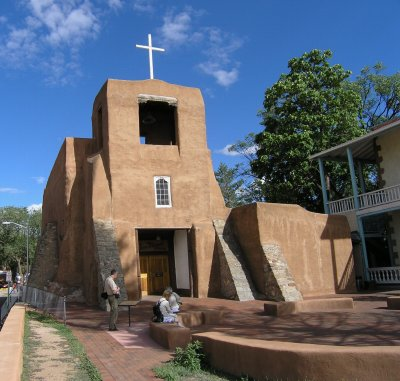
Kościół San Miguel z 1610 r.
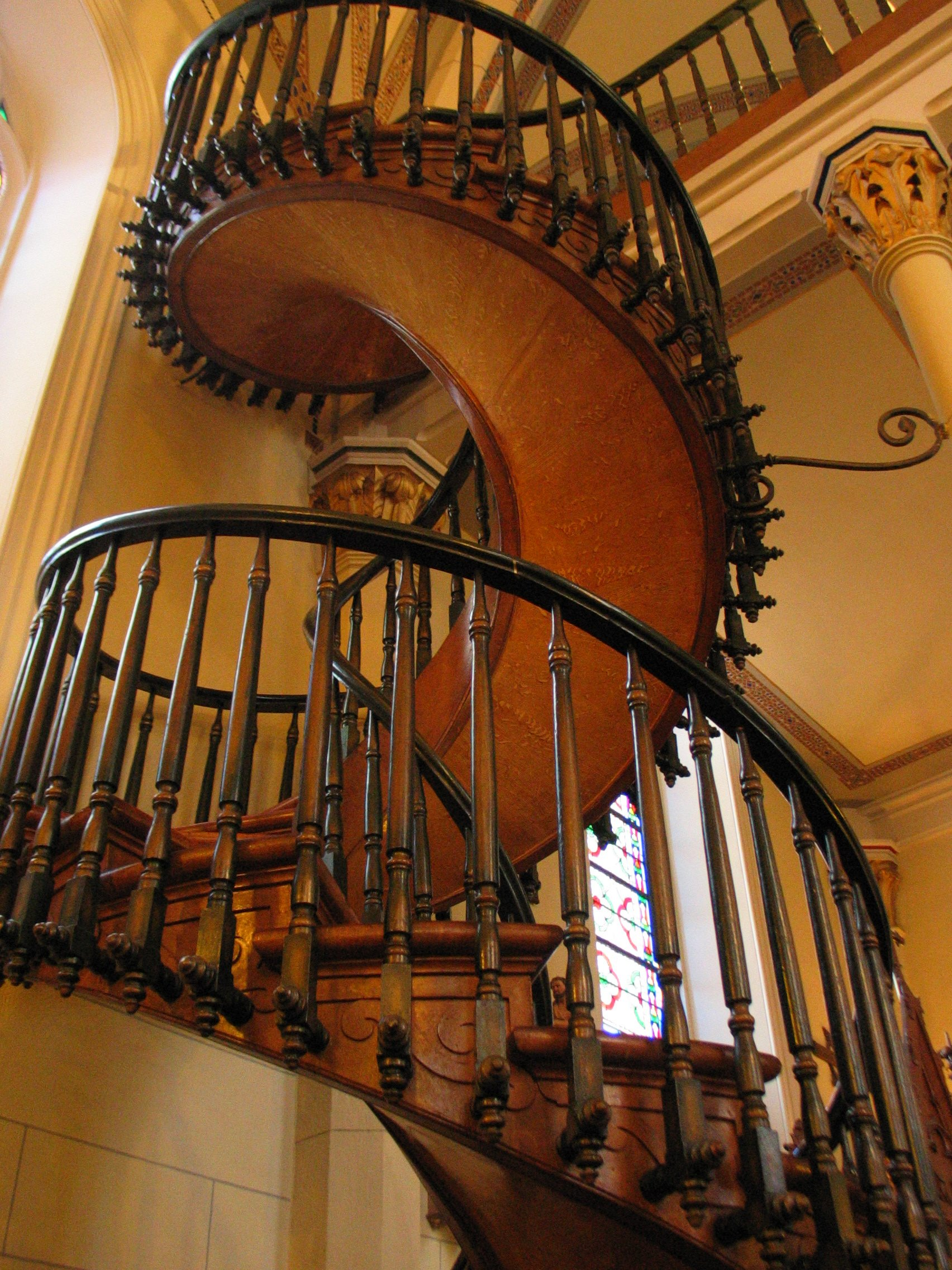
Schody w kaplicy Loretto
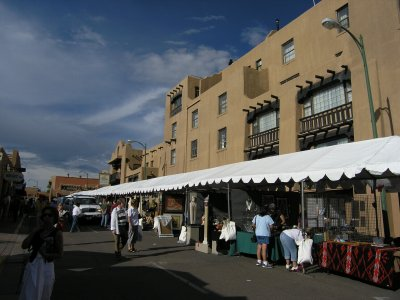
Doroczny Targ Indiański oraz współczesna zabudowa inspirowana kulturą Indian Pueblo.
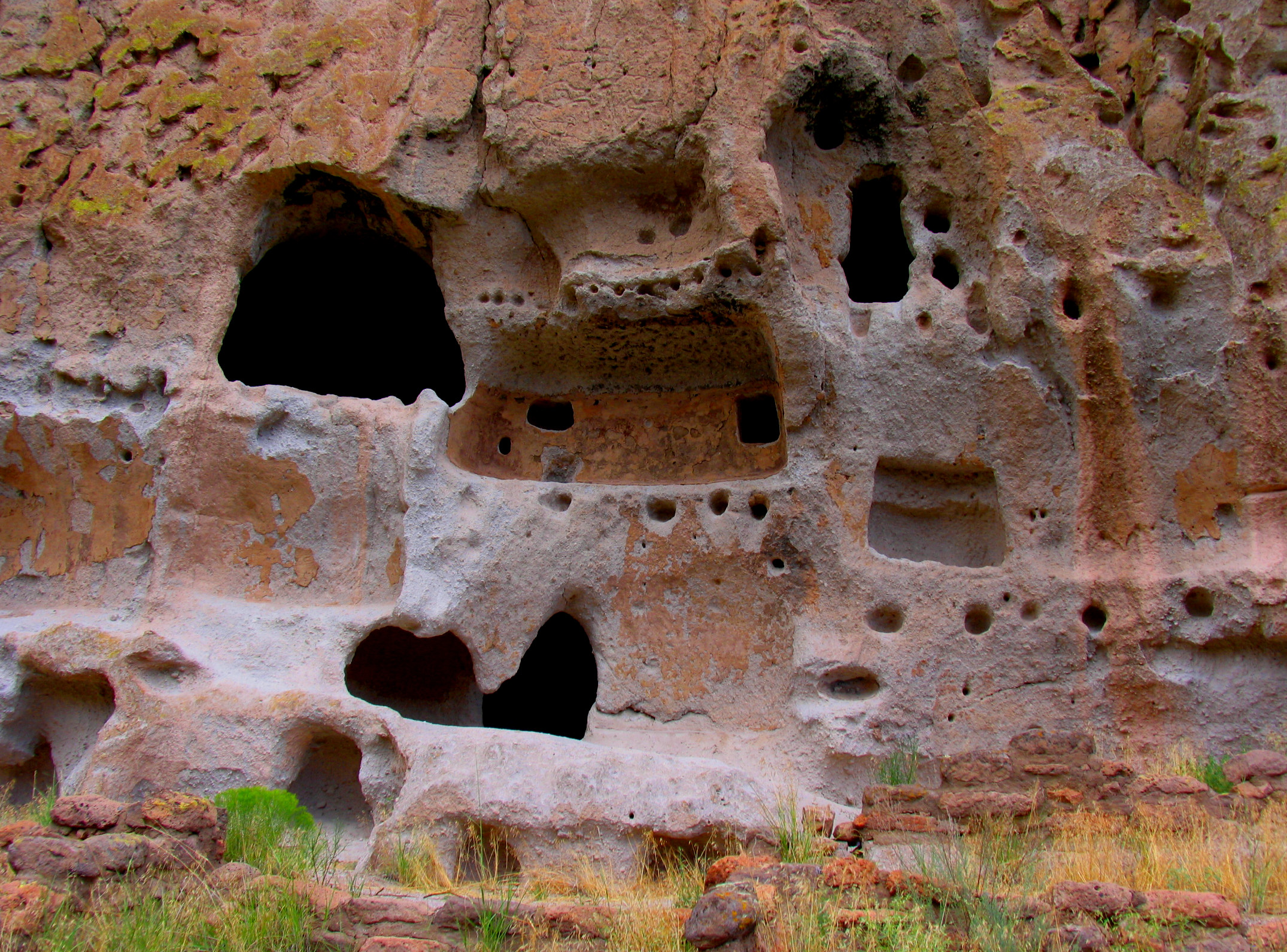
Bandelier National Monument

## Miasta partnerskie
- Buchara, Uzbekistan
- Parral, Meksyk
- Santa Fe, Hiszpania
- Sorrento, Włochy
- Tsuyama, Japonia
- Holguín, Kuba